# Katharina Baunach
Katharina Baunach (Würzburg, 18 gennaio 1989) è un'ex calciatrice tedesca, di ruolo difensore.
In carriera ha vinto, sempre con il Bayern Monaco, due titoli di campione di Germania e una Coppa di Germania, ha inoltre vestito più volte la maglia delle nazionali giovanili, vincendo il campionato europeo Under-19 di Islanda 2007, fino alla nazionale maggiore con la quale vanta 2 presenze nel 2009.

## Palmarès

### Club
- Campionato tedesco: 4

Bayern Monaco: 2014-2015, 2015-2016
Wolfsburg: 2017-2018, 2018-2019
- Coppa di Germania: 3

Bayern Monaco: 2011-2012
Wolfsburg: 2017-2018, 2018-2019

### Nazionale
- Campionato d'Europa under 19: 1

2007

### Individuali
- Fritz-Walter-Medaille

 Argento 2007